# جووانی باتیستا ونتوری
 جووانی باتیستا ونتوری (انگلیسی: Giovanni Battista Venturi؛ زاده ۱۵ مارس ۱۷۴۶ – درگذشته ۲۴ آوریل ۱۸۲۲) یک دانشمند اهل ایتالیا بود.